# Żydowskie Muzeum Galicja w Krakowie
Żydowskie Muzeum Galicja – muzeum założone w Krakowie przy ulicy Dajwór 18 przez brytyjskiego fotografa Chrisa Schwarza. Oficjalnie otwarte zostało 27 czerwca 2004 roku. Mieści się w odrestaurowanym budynku byłej żydowskiej fabryki mebli. Zajmuje 920 m² powierzchni.
Muzeum prezentuje wystawę „Śladami Pamięci”, będącą fotograficznym hołdem dla nieistniejącego już świata oraz uznaniem dla dziedzictwa ponad 800-letniej kultury żydowskiej w Polsce. Wystawa składa się ze 140 kolorowych fotografii dużego formatu zrobionych przez Schwarza w miasteczkach i wioskach na terenie Galicji.
Muzeum posiada księgarnię prezentującą książki w językach: polskim, angielskim, niemieckim i francuskim dotyczące żydowskiego życia, kultury, tożsamości, literatury oraz kawiarnię.

## Historia Muzeum
Muzeum zostało założone w kwietniu 2004 roku przez Chrisa Schwarza. Był on uznanym fotografem, pracującym i podróżującym po całym świecie, od Irlandii Północnej po Japonię, od Kanady po Afganistan. Podczas swojej kariery współpracował z wieloma organizacjami i instytucjami, m.in. z Czerwonym Krzyżem, Światową Organizacją Zdrowia i niezliczonymi brytyjskimi organizacjami charytatywnymi. Był autorem wielu wystaw i publikacji. W swojej pracy skupiał się przede wszystkim na problemach społecznych: fotografował bezdomnych, niepełnosprawnych, nieuleczalnie chorych.
Schwarz po raz pierwszy przyjechał do Polski w 1981 roku, aby sfotografować „Solidarność”. Po upadku komunizmu powrócił tutaj, zainteresowany elementami żydowskiej przeszłości, które odnalazł w miastach i wsiach w okolicach Krakowa.
Jego pasja doprowadziła do spotkania z brytyjskim antropologiem Jonathanem Webberem. Podjęli wspólny projekt, „Śladami Pamięci”. Prof. Jonathan Webber, wtedy wykładowca Oxfordu, dzisiaj przewodniczący UNESCO ds. Studiów Żydowskich i Międzywyznaniowych, był już wcześniej zaangażowany w badania terenowe w Polsce. Samodzielnie lub na czele większych grup badawczych, przemierzając miasto po mieście i wieś po wsi, zbierał informacje o reliktach żydowskiej przeszłości, które wciąż można było znaleźć na terenie Polski. Wynikiem badań miała być monografia pt. Ślady Pamięci: Ruiny żydowskiej cywilizacji w polskiej Galicji (w planach wydawniczych Litman Library of Jewish Civilization). Poszukując fotografa do projektu, Webber spotkał Schwarza. Po 10 latach poświęconych projektowi, z ponad tysiącem fotografii, Schwarz zdecydował się założyć Żydowskie Muzeum Galicja, stałą galerię dla swoich prac.
W lutym 2004 roku, samochodem wyładowanym sprzętem komputerowym i fotograficznym, Schwarz przyjechał do Polski. Z pomocą przyjaciół rozpoczął przekształcanie starego magazynowego budynku na Kazimierzu, w dawnej żydowskiej dzielnicy Krakowa. Zarejestrował Muzeum jako instytucję pożytku publicznego w Polsce i Wielkiej Brytanii. Jonathana Webbera poprosił o przewodniczenie Radzie Powierniczej. W ciągu siedmiu tygodni Muzeum zostało otwarte.
Wystawa fotografii Schwarz, „Śladami Pamięci”, stała się centralnym punktem Muzeum. W ciągu następnych trzech lat, dzięki wielu kolejnym wystawom, bogatemu programowi imprez kulturalnych i działalności edukacyjnej, a przede wszystkim dzięki poświęceniu i zaangażowaniu swojego założyciela, Muzeum stało się kluczową instytucją przywracającą zainteresowanie żydowską kulturą w Polsce.
Aż do swej przedwczesnej śmierci w 2007 roku, Schwarz uświadamiał tysiącom odwiedzających nie tylko istnienie świata, który został zniszczony przez Holokaust, ale także podejmowanie niezliczonych prób zachowania pamięci o tym świecie we współczesnej Polsce.
Po śmierci Schwarza Muzeum przeszło trudny okres transformacji; jednak udało się zachować unikalny charakter, jednocześnie dynamizując działalność. Muzeum każdego roku odwiedzają dziesiątki tysięcy osób z wielu zakątków świata, nie tylko żydowskiego pochodzenia, młodych i starszych, a muzeum stało się częścią polskiego i żydowskiego kulturalnego pejzażu Krakowa.
Ostatnie lata życia Schwarz poświęcił fotografowaniu i ocalaniu śladów żydowskiego życia, które wciąż można odnaleźć w polskiej Galicji. Dzięki swojej kreatywności i otwarciu na świat potrafił jednoczyć ludzi, dając im możliwość ponownej interpretacji historii i moralnej odpowiedzialności.

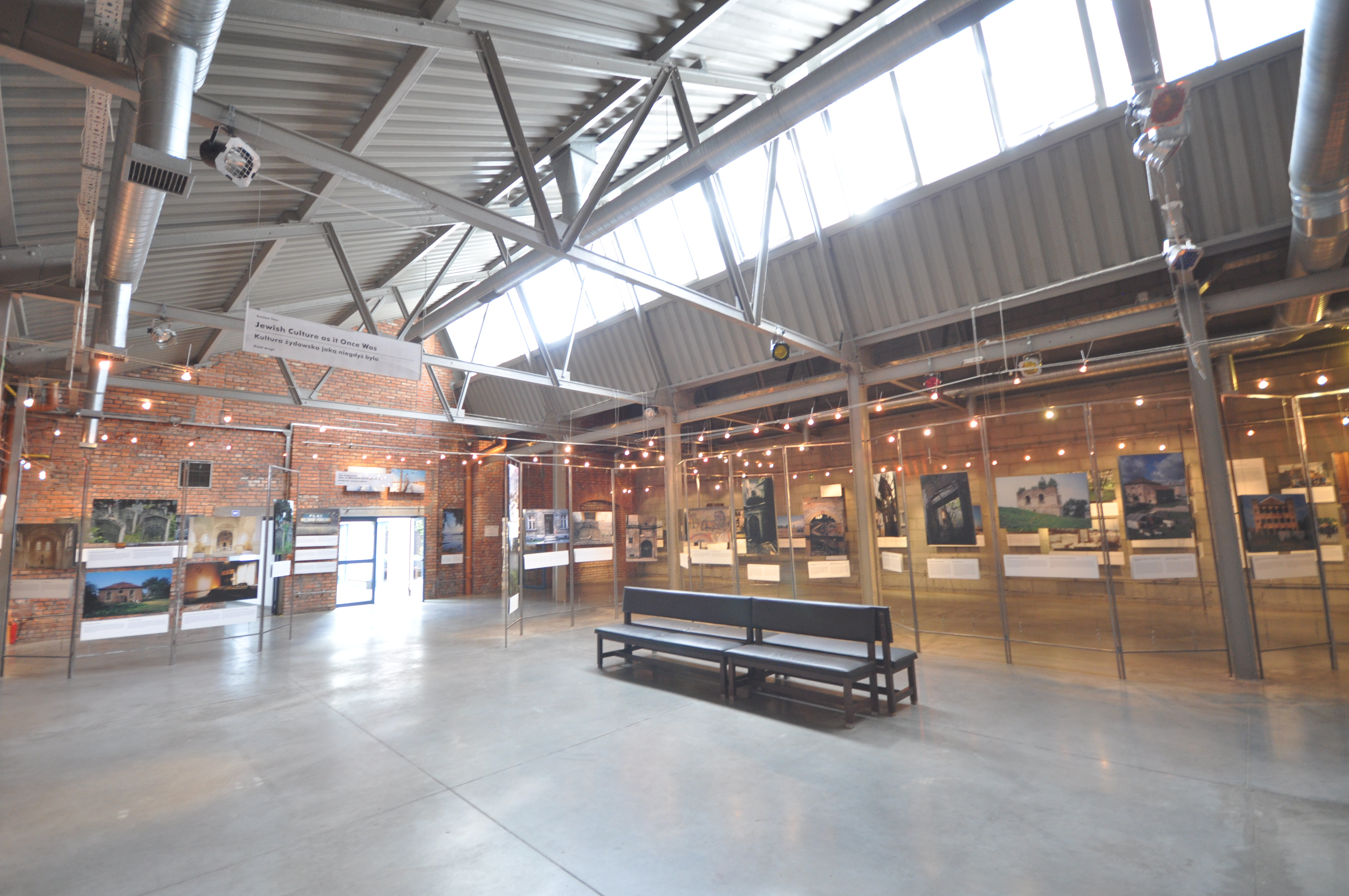
Wnętrze muzeum

## Działalność edukacyjna
Żydowskie Muzeum Galicja prowadzi wszechstronną działalność edukacyjną,  przekazując wiedzę o historii i kulturze Żydów w przystępny sposób. Misją instytucji jest pokazanie bogatej polsko-żydowskiej historii w szerszym kontekście.
Kompleksowy program edukacyjny, skierowany do uczniów szkół podstawowych, gimnazjów i szkół ponadgimnazjalnych, obejmuje lekcje muzealne, wykłady, warsztaty, zajęcia plastyczne i wycieczki edukacyjne z przewodnikiem. Muzeum oferuje pakiety edukacyjne dostosowane do indywidualnych potrzeb każdej grupy.
Dział Edukacji opracowuje materiały edukacyjne i pomoce naukowe związane z nauczaniem o Holokauście i historii oraz religii i kulturze Żydów, skierowane do uczniów i nauczycieli z Polski i z zagranicy.